# Always Be
"Always Be" é o segundo single da banda americano Jimmy Eat World do seu quinto álbum de estúdio Chase This Light. A canção passou a ser tocada nas rádios em 3 de dezembro de 2007. O single foi liberado no Reino Unido em 3 de março de 2008.

## Faixas
iTunes EP
1. "Always Be"
2. "Firefight" (Tempe Sessions)
3. "Big Casino" (ao vivo)
4. "Always Be" (ao vivo)

7" Vinil
1. "Always Be"
2. "Big Casino" (ao vivo)

CD
1. "Always Be"
2. "Firefight" (Tempe Sessions)

## Recepção da crítica
Jonathan Keefe da Slant Magazine elogiou o uso da canção de "estalos e palmas" e comparou sua melodia com os destaques de Wincing the Night Away do The Shins e Our Ill Wills do Shout Out Louds. Na sua crítica negativa do álbum, Andrew Blackie da PopMatters criticou essa faixa como "enigmático e insincero."

## Videoclipe
A banda começou a filmar o vídeo em 5 de janeiro de 2008 e logo depois liberou uma parte do clipe, e em janeiro de 2007 o clipe teve uma estreia mundial.

## Paradas
| Paradas musicais             | Melhor posição |
| ---------------------------- | -------------- |
| Billboard Modern Rock Tracks | 14             |
| UK Singles Chart             | 37             |